# Hans Schiebelhuth
 (juin 2025).
Si vous disposez d'ouvrages ou d'articles de référence ou si vous connaissez des sites web de qualité traitant du thème abordé ici, merci de compléter l'article en donnant les références utiles à sa vérifiabilité et en les liant à la section « Notes et références ».
Hans Schiebelhuth, né le 11 octobre 1895 à Darmstadt dans l'empire allemand et mort le 14 janvier 1944 à East Hampton, aux États-Unis, est un écrivain et poète expressionniste allemand.

## Biographie
Après ses années d'école à Darmstadt, Hans Schiebelhuth étudie à Munich et se lie avec plusieurs artistes munichois.
Après-guerre, il écrit pour plusieurs magazines tels que Der Weg et Münchner Blätter für Dichtung und Graphics. Il fut également co-éditeur de l'importante revue hanovrienne Der Zweemann (1919-1920). Membre du Cercle Henndorf, il est un proche ami de Carl Zuckmayer et entretient également des liens avec les artistes gravitant autour du poète Stefan George. Schiebelhuth travaille par ailleurs avec Carlo Mierendorff, Theodor Haubach et Fritz Usinger à Darmstadt pour le magazine Das Tribunal.
Schiebelhuth connaît alors la célébrité, autant grâce à sa traduction des romans Look Homeward, Angel ! et From Death to Morning de l'écrivain américain Thomas Wolfe, que par sa propre œuvre poétique.
À l'automne 1923, il épouse une riche Américaine, Alice True Williams. En mai 1937, le couple se rend aux États-Unis :  Schiebelhuth doit en effet recevoir un traitement pour une maladie cardiaque dans une clinique spécialisée de New York.
Il ne retournera pas en Allemagne, mais entretiendra une importante correspondance avec Fritz Usinger, Herbert Nette, Ernst Kreuder et d'autres amis allemands, notamment à partir de 1938 Karl Wolfskehl, originaire comme lui de Darmstadt, et exilé en Nouvelle-Zélande. Schiebelhuth rencontre fréquemment Carl Zuckmayer au cours de ces années.
Schiebelhuth s'éteint dans sa propriété d'East Hampton, à Long Island, au mois de janvier 1944. Il est inhumé à Darmstadt.

## Récompenses
- En 1947, il reçoit à titre posthume le prix Georg Büchner pour l'année 1945.

## Œuvres
- Der kleine Kalender. Avec des dessins de I. W Schülein. Édité par Die Dachstube, Darmstadt 1919.
- La marche de la croix gammée. Non-poèmes néo-dadaïstes. Avec des gravures sur bois originales de Victor Joseph Kuron, publiées par Die Dachstube, Darmstadt 1920.
- Hymne de Maropampa. Avec 12 gravures sur bois coloriées à la main par W. Müller-Worpswede. Hollander-Presse (empreintes de mains de Hollander-Presse 1), Worpswede 1921.
- Poèmes de Waystar. Lichtenstein Verlag, Weimar 1921 (disponible sur Internet Archive).
- Châle de Schelmenried. 1933.
- Pierre Corneille : Le Menteur. Traduit en vers allemands par Hans Schiebelhuth, avec une postface de Fritz Usinger, Heidelberg 1954 (publications de l'Académie allemande de langue et de littérature 1).
- Héritage lyrique. Édité par Fritz Usinger, Heidelberg, Darmstadt 1957 (publications de l'Académie allemande de langue et de littérature 12).
- Poèmes, traductions, prose, lettres, critiques de théâtre. Édité par Manfred Schlösser, 2 volumes, Darmstadt, Zurich 1966.

## Divers
Fritz Usinger, lauréat du prix Büchner de 1946, a déclaré à propos du recueil de poésie « Wegstern » : « On peut dire que « Wegstern » est l’un des recueils de poésie les plus beaux et les plus aboutis de la période expressionniste. »